# Macujama

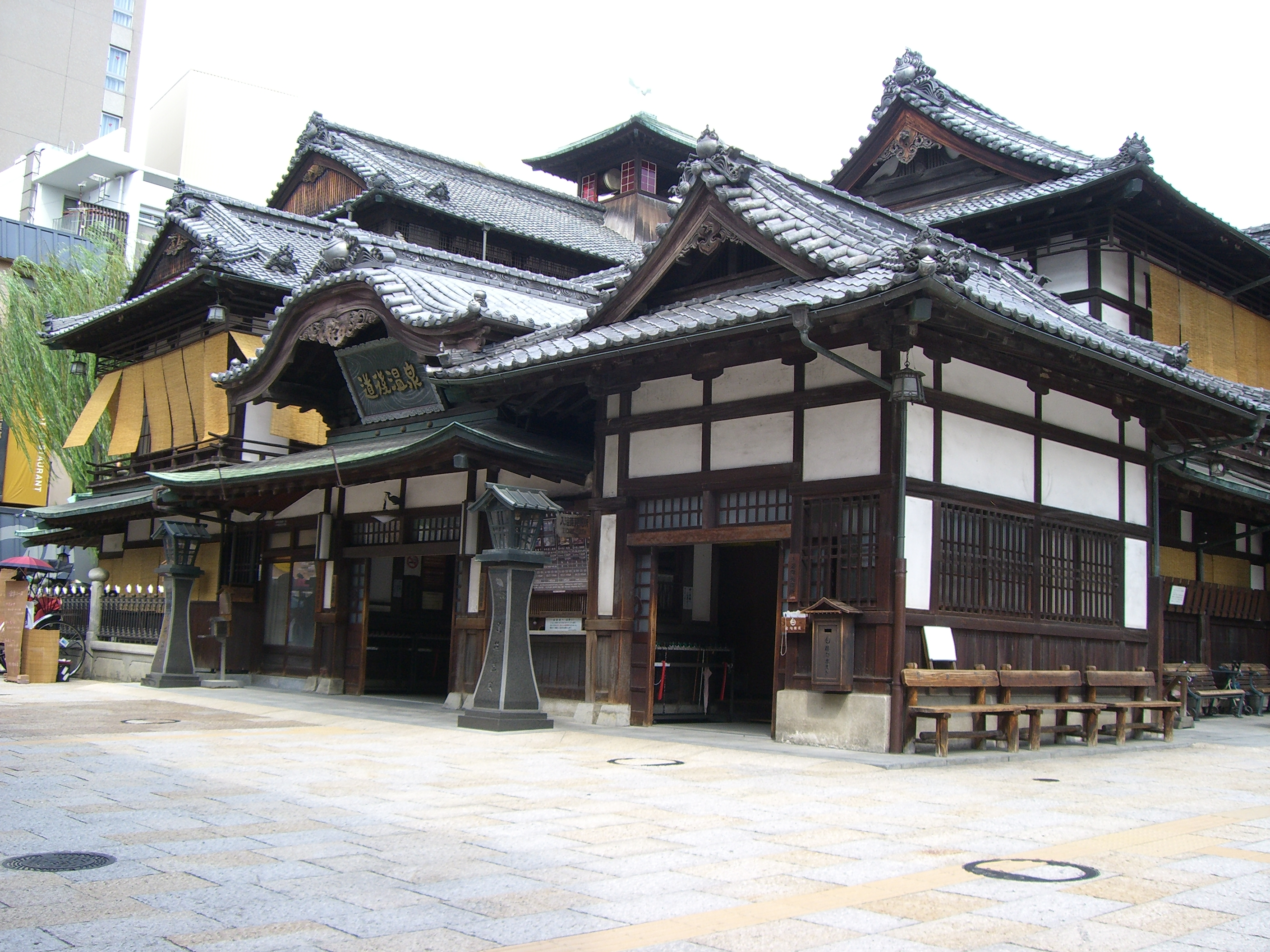
Hlavní budova lázní Dógo Onsen

Macujama (松山市; Macujama-ši) je hlavní město prefektury Ehime na ostrově Šikoku v Japonsku. Moderní město bylo založeno 15. prosince 1889.
Macujama je známá pro své horké prameny (onsen) – místní lázně Dógo-onsen jsou nejstarší svého druhu v Japonsku. Druhým magnetem pro turisty je hrad Macujama (Macujama-džó).
K 1. lednu 2005 mělo město 512 982 obyvatel a hustotu osídlení 1 196 ob./km². Celková rozloha města je 428,86 km².
Zhruba šest kilometrů západně od centra na břehu Vnitřního moře leží letiště Macujama.

## Partnerská města
- Sacramento, Kalifornie, USA
- Freiburg, Německo
- Pyeongtaek, Jižní Korea